# Pudźa

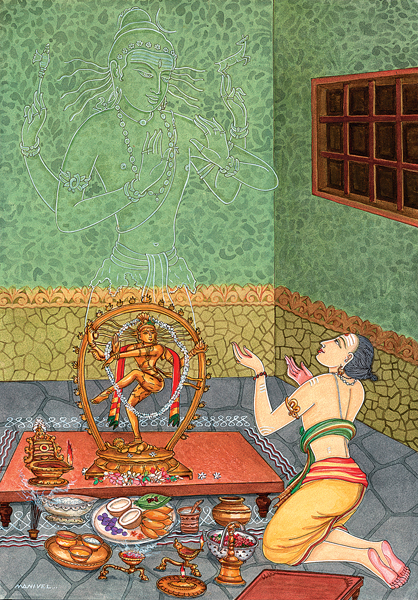
Obrzęd przed posążkiem Śiwy Nataradźi

Pudźa (dewanagari पूजा, trl. pūjā, ang. Puja, „wielbienie, ofiara, szacunek”) – hinduistyczny obrzęd religijny, podczas którego składa się bóstwu ofiarę. Pudźa to najistotniejszy modelowy rytuał z okresu hinduizmu puranicznego.
W zależności od czczonego bóstwa (dewata) przedmiotem ofiary mogą być owoce, kwiaty, ghi. Zwykle podczas pudźi
palone są kadzidła.

## Odmiany obrzędu
- padukapudźa

## Rodzaje ceremonii festiwalowych
- durgapudźa
- kalipudźa
- kumaripudźa